# Bagamoyo Arts and Cultural Institute
Das Bagamoyo Arts and Cultural Institute (Swahili: Taasisi ya Sanaa na Utamaduni Bagamoyo, TaSUBa) ist eine Kunstakademie in Bagamoyo, Tansania.

## Geschichte und Aktivitäten
Das Bagamoyo Arts and Cultural Institute bietet Ausbildung, Forschung und Beratungsdienste im Bereich Kunst und Kultur an. Ihre Aufgaben sind die Förderung der Künste und ihrer Bedeutung für die Gesellschaft durch Veranstaltungen, Film, Fernsehen und andere Bildmedien.
Das Institut wurde gemäß dem Executive Agencies Act Nr. 30 von 1997 und der Regierungsmitteilung Nr. 220 vom November 2007 als halbautonome Regierungsorganisation gegründet und untersteht dem Ministerium für Information, Kultur, Kunst und Sport. Es ersetzte das frühere Bagamoyo College of Arts, das 1981 entstanden war, mit dem Ziel, den Veränderungen in den bildenden und darstellenden Künsten in Tansania und weltweit besser gerecht zu werden. TaSUBa ist ein Kompetenzzentrum der Ostafrikanischen Gemeinschaft (East African Community, EAC) für die Ausbildung in den bildenden und darstellenden Künsten, das sich zum Ziel gesetzt hat, die Bedürfnisse der Partnerstaaten hinsichtlich der Erhaltung, Förderung und Entwicklung dieser Künste innerhalb der EAC zu erfüllen.
Laut einem Beitrag in der Veröffentlichung Art in Eastern Africa erhalten Studierende aus verschiedenen Teilen Tansanias und dem Ausland eine Ausbildung in verschiedenen Bereichen und Genres der bildenden und darstellenden Künste. Dazu zählen traditionelle und moderne Musik, moderne und traditionelle Tänze der Ethnien Tansanias, Bühnenkünste und -techniken, die Rolle von Kostümen und Modedesign. Die Studierenden können zwischen verschiedenen Kursen mit einem Zertifikat oder Diplomabschluss wählen.
Darüber hinaus organisiert das Institut jährlich das Bagamoyo International Festival of Arts and Culture, das Aufführungen für ein breites Publikum von Schulkindern bis zu Erwachsenen bietet und zum Austausch mit anderen afrikanischen und internationalen Künstlern beiträgt.
Aus dem früheren Bagamoyo College of Arts gingen in den 1980er Jahren die Bagamoyo Players als Nationalensemble von Tansania hervor. Diese Gruppe besteht aus erfahrenen Künstlern, die traditionelle und moderne Tanz-, Musik-, Schauspiel-, Akrobatik- und Comedy-Darbietungen präsentieren. Sie treten bei Festivals und anderen Veranstaltungen sowohl in Tansania als auch im Ausland auf. Als eine von drei afrikanischen Gruppen begleiteten die Bagamoyo Players 1992 den brasilianischen Songwriter Milton Nascimento beim Weltmusik-Projekt "One World One Voice", an dem auch Peter Gabriel und Sting beteiligt waren.
Prominente ehemalige Künstler und Lehrer des Instituts waren der Musiker Hukwe Zawose sowie die Schauspieler und Tänzer John Mponda und Nkwabi Ng'hangasamala, der Vater der bekannten tansanischen Sängerin Nshoma.

## Freundeskreis Bagamoyo
In Deutschland fördert der Freundeskreis Bagamoyo e.V. den Austausch und die Zusammenarbeit mit dem Bagamoyo Arts and Cultural Institute und seinen Künstlern. Zwischen 2000 und 2020 fanden dadurch zahlreiche Aufenthalte tansanischer Künstler aus Bagamoyo für Auftritte und Workshops in Deutschland statt. Im Jahr 2008 zeichnete die Landesregierung Nordrhein–Westfalen den Freundeskreis Bagamoyo für seine Arbeit mit dem Sonderpreis für innovative und besonders ausgefallene Ideen und Konzepte aus.
Hierdurch entstanden auch gemeinsame Musikproduktionen, wie z. B. das Musical Mwanzo wa Makonde: Mythos vom Ursprung der Makonde. Diese „Geschichte in musikalischen Bildern“ von Wolfgang König und Veronika te Reh wurde als gemeinsame Produktion von Künstlern des Instituts in Bagamoyo und der Musikschule Beckum-Warendorf aufgeführt und als CD veröffentlicht.